# Diecezja Ciego de Avila
Diecezja Ciego de Avila (łac. Dioecesis Caeci Abulensis) – rzymskokatolicka diecezja na Kubie należąca do metropolii Camagüey. Została erygowana 2 lutego 1996 roku.

## Główne świątynie
- Katedra: Katedra św. Eugeniusza w Ciego de Avila

## Biskupi diecezjalni
- Mario Eusebio Mestril Vega (1996–2017)
- Juan Gabriel Diaz Ruiz (2017–2022)